# 110298 Deceptionisland
110298 Deceptionisland este un asteroid din centura principală de asteroizi.

## Descriere
110298 Deceptionisland este un asteroid din centura principală de asteroizi. A fost descoperit pe 25 septembrie 2001 la Observatorul Desert Eagle de William Kwong Yu Yeung. Asteroidul prezintă o orbită caracterizată de o semiaxă mare de 2,27 ua, o excentricitate de 0,21 și o înclinație de 1,9° în raport cu ecliptica.